# Degersheim
Degersheim (toponimo tedesco) è un comune svizzero di 4 000 abitanti del Canton San Gallo, nel distretto di Wil.